# Chevrolet Tahoe
O Chevrolet Tahoe é um SUV de grande porte da General Motors. A Chevrolet vendeu esse SUV como Blazer no início dos anos 90 nos Estados Unidos. Essa situação mudou quando a Chevrolet esperou até 1994 para renomear o Blazer como Tahoe. O nome Tahoe refere-se à área acidentada e cênica em torno do Lago Tahoe, no oeste dos Estados Unidos. Para o modelo de 1995, o Tahoe ganha um novo modelo de 4 portas com  maior distância entre-eixos e maior capacidade de passageiros para até nove passageiros, como o Chevrolet Suburban
O Tahoe é vendido na América do Norte, América Central, Oriente Médio (excluindo Israel), Chile, Equador, Myanmar, Camboja, Laos, Angola, Filipinas e Rússia como veículo de passeio à esquerda. O Yukon é vendido apenas na América do Norte e no Oriente Médio (excluindo Israel).

O Chevrolet Tahoe atualmente servem como parte da família de utilitários esportivos da General Motors. Em fevereiro de 2014, o Tahoe 2014 foi o melhor classificado SUV de preço acessível nos rankings do US News & World Report.
O principal concorrente do Tahoe é o Ford Expedition, mas também compete com a Toyota Sequoia e a Nissan Armada.
O Tahoe tem sido regularmente o SUV full-size mais vendido nos Estados Unidos, muitas vezes superando sua competição em 2 a 1.

## Primeira Geração (1992–2000)

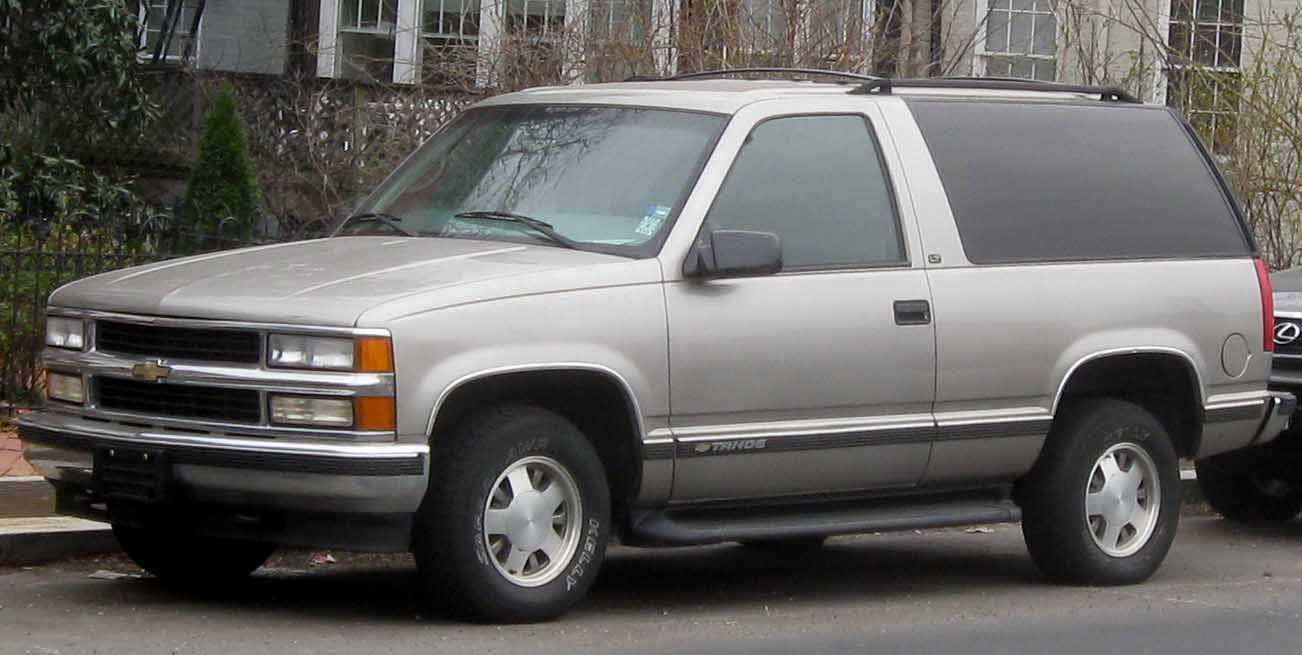
Chevrolet Tahoe 2 Portas

A Chevrolet continuou a usar o nome K5 Blazer até 1994 e todos eram modelos de 2 portas até 1994. O Chevrolet K5 Blazer foi descontinuado após o modelo de 1994. O Chevrolet Tahoe foi introduzido em 1995 com a adição de uma nova versão de 4 portas. O Tahoe foi o Caminhão do Ano da revista Motor Trend em 1996. Recebeu o nome de Lake Tahoe na fronteira Califórnia-Nevada, nos Estados Unidos.O Tahoe era mais curto que o Suburban, mas compartilhava a mesma plataforma GMT400. Este foi um verdadeiro chassi de caminhão, e foi baseado na picape Full-size Chevrolet Silverado. Ambos os modelos de duas portas e quatro portas foram produzidos em tração traseira e nas quatro rodas. O de duas portas pesa aproximadamente 2.000 kg (4.500 lb), enquanto o de quatro portas pesa 2.495 kg (5.500 lb). A tração em tempo integral "AutoTrac" e um transmissor homelink programável foram adicionados em 1998.

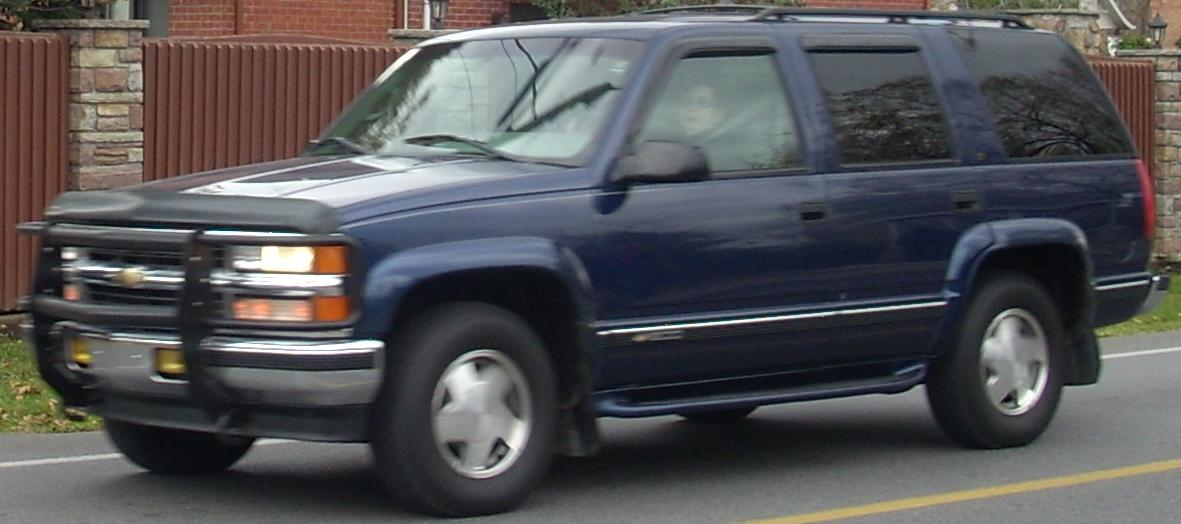
1995-96 Chevrolet Tahoe

O motor padrão era o V8 de bloco pequeno LO5 de 5.7 L da Chevrolet, enquanto um Detroit Diesel V8 de 6,5 L estava disponível a partir de 1994
No México, o Tahoe 2-portas foi lançado em 1995, chamado de Chevrolet Silverado, e em 1998 o 4 portas foi lançado como o Silverado de 4 portas, e ambos estavam disponíveis nas linhas Base, LS e Luxury LT. Na Venezuela, o Tahoe 2-portas foi lançado em 1993 (apenas 4WD), chamado Chevrolet Grand Blazer, e em 1996 o 4-portas foi lançado como o Grand Blazer de 4 portas (2WD). Em 1996 a 2 portas foi descontinuada. Em 1996, apenas o Grand Blazer 4WD de 4 portas estava disponível. Na Bolívia, 1995, o 4-portas foi lançado como o Tahoe 4 portas (4WD).
A partir de 1994, a GM começou a fazer inúmeras mudanças anuais no Blazer incluindo:
- Clipe frontal revisado - Blazer (1994)
- Interior revisado incluindo um air bag do lado do motorista, espelhos laterais revisados, Blazer renomeado Tahoe, opção de 4 portas incluída (1995)
- Revisado motor Vortec 5700 com maior potência e eficiência de combustível, 4WD eletrônico, iluminação diurna, entrada iluminada e alguns novos recursos internos (1996)
- Transmissão automática revisada, novo sistema de direção assistida sensível à velocidade EVO (orifício variável eletrônico) e airbag adicional do lado do passageiro (1997)
- Transmissor Homelink programável, sistema de segurança PassLock, superfícies de assento dianteiras aquecidas opcionais, ar condicionado para passageiros do banco traseiro, opção automática 4WD automática do AutoTrac, airbags de segunda geração, transmissões revisadas novamente (1998)
- Opção Tahoe de 2 portas descontinuado (1999)

### Tahoe Limited e Tahoe Z-71

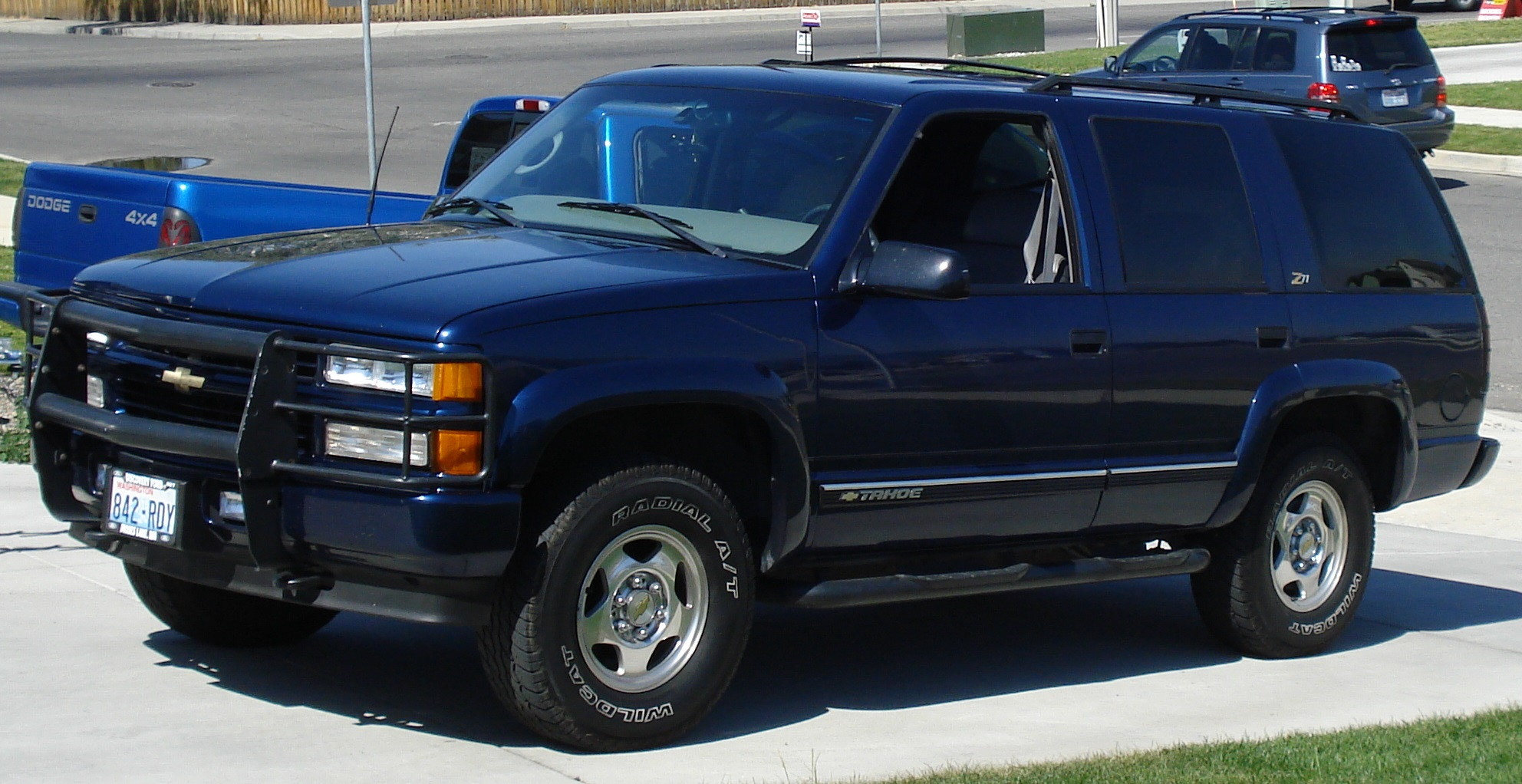
2000 Chevrolet Tahoe Z-71

Quando a plataforma GMT800 Chevrolet Tahoe foi lançado para o modelo de 2000, a Tahoe Limited 2WD e a 4WD Tahoe Z71 permaneceram em produção na plataforma GMT400 como veículos de edição especial. Estes veículos de edição especial foram produzidos na fábrica de montagem de Arlington, Texas, apenas para o ano de 2000.

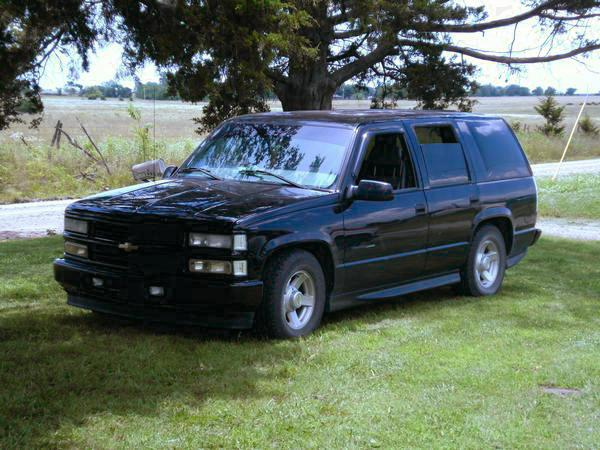
2000 Chevrolet Tahoe Limited

O Chevrolet Tahoe Limited foi baseado no veículo conceito Chevrolet Tahoe SS introduzido em 1996 que nunca chegou à produção. Os protótipos de veículos Tahoe SS fabricados em 1996 foram pintados com um verde metálico ou azul metálico não especificado, mas o Tahoe Limited foi produzido apenas no Onyx Black. A Tahoe Limited tinha uma aparência externa distinta que incluía um efeito de chão equipado de fábrica, um tema monocromático com pára-choques e grade pintados no mesmo preto de alto brilho do corpo, remoção do bagageiro e faróis de neblina integrados no pára-choque dianteiro. Outras características notáveis do Tahoe Limited incluíram o pacote de chassis de alto desempenho Z60 (comumente conhecido como o pacote policial) que coloca a carroceria do veículo 2 polegadas (51 mm) mais baixa que o Tahoe 4WD, cinza de dois tons e interior em couro de carvão superfícies de assento, um conjunto indicador de 190 km / h, amortecedores Bilstein de 46 mm (1,8 pol), uma relação de engrenagem traseira 3.42 ou opcional 3.73, um diferencial traseiro de deslizamento limitado, um sistema de arrefecimento de óleo do motor e distintivo de 16 polegadas Ronal R36 rodas de alumínio de cinco raios.
O Chevrolet Tahoe Z71 também exibiu uma aparência monocromática semelhante à Tahoe Limited, mas em vez de Onyx Black o Tahoe Z71 foi oferecido em qualquer Light Pewter Metallic, Victory Red, Emerald Green Metallic ou Indigo Blue Metallic. As características do Tahoe Z71 eram semelhantes às do Tahoe Limited, com algumas diferenças importantes para distinguir o 2WD Tahoe Limited do 4WD Tahoe Z71. As características que diferem daquelas mencionadas anteriormente na Tahoe Limited incluem o pacote de chassi off-road Z71 (amortecedores Bilstein de 46 mm (1,8 pol), diferencial de trava G80 padrão da relação de transmissão 3.73), redutores de roda coloridos, acabamento, grade e pára-choques, placas antideslizantes por baixo da carroçaria, luzes de condução inseridas no centro do pára-choques dianteiro, radiador de duas carreiras de grandes dimensões, superfícies de assento em pele de dois tons com um tema cinzento ou neutro, protecções de lente taillamp distintivas guarda escova preta e distintivo de 16 polegadas Alcoa cinco falou 6 rodas de alumínio polido parafuso.

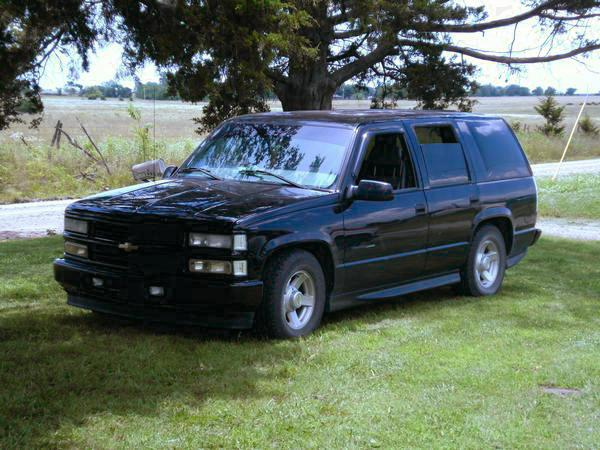

O L31 5.7 L motor Vortec V8 e 4L60E transmissão automática de quatro velocidades compartilhada com outros veículos GMT400 Chevrolet Tahoe não foram modificados nestes veículos de edição especial e, como tal, estas edições especiais eram principalmente pacotes de aparência, embora com opções de suspensão de manipulação exclusiva.

## Segunda Geração (2000–2006)

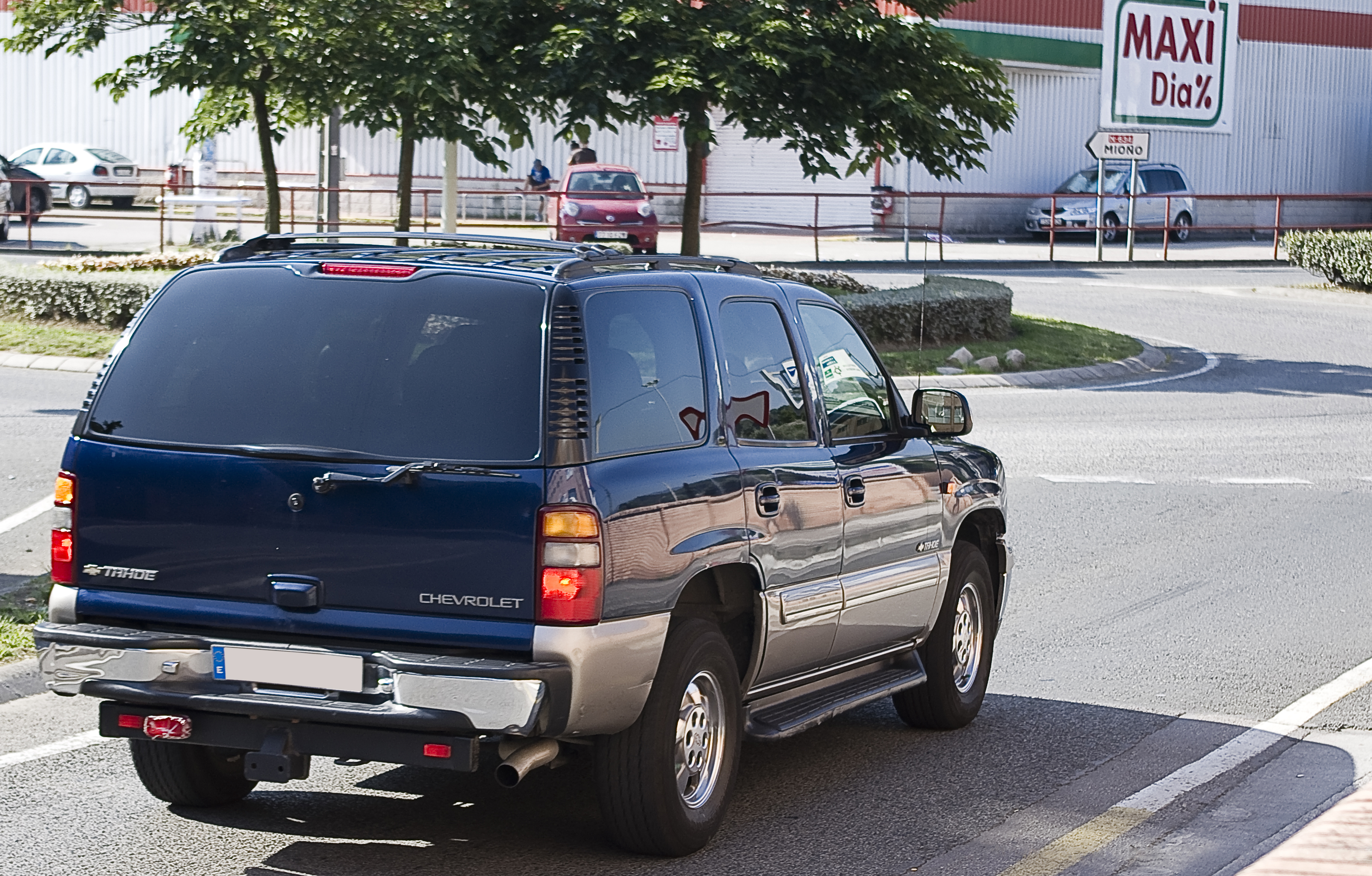
2000 Chevrolet Tahoe

Além da Edição Limitada de Tahoe, o veículo foi redesenhado e lançado em março de 2000 como modelo de 2000 na nova plataforma GMT800, ainda compartilhada com as picapes e SUVs Full-size. Dois novos motores substituíram o velho V8 de 5.7 L (350 pés cúbicos) e, embora ambos fossem menores, ambos produziram mais potência, mas menos torque. No México, o GMT800 Chevy Tahoe é chamado de Chevrolet Sonora. Um protótipo GMT800 Tahoe de 2 portas foi feito, mas nunca entrou em produção.
Os veículos receberam atualizações significativas com apenas a grade, faróis e molduras do lado do corpo distinguindo um do outro. Os veículos agora apresentavam linhas mais suaves como parte de um projeto mais aerodinâmico. O interior também foi atualizado com novos assentos, painéis e painéis das portas.

### 2000
O novo Tahoe é lançado. Os airbags de impacto lateral são padrão para condutor e passageiro dianteiro, sistema de comunicações OnStar opcional, padrão automático de controlo de faróis, novo sistema de áudio de 9 alto-falantes com subwoofer montado na traseira, Driver Message Center, novo PassLock II sistema anti-roubo, sistema de suspensão Autoride opcional em Tahoe LT, suspensão dianteira independente SLA totalmente nova com barras de torção e suspensão traseira de cinco elos totalmente nova com molas helicoidais.

### 2001
Novas cores são introduzidas enquanto Dark Copper Metallic e Dark Carmine Red Metallic são cancelados. A pintura em dois tons é descontinuada, o pacote Z71 opcional disponível no LS 4x4 inclui: degraus laterais de tubo, moldagem inferior exclusiva e alargadores de roda com extensões, grade colorida, pára-choques, maçanetas e espelhos, faróis de neblina dianteiros exclusivos, suporte de bagagem exclusivo com traseira rolo (rack de teto), amortecedores especificamente ajustados, rodas de 17 polegadas, pneus para todos os terrenos P265 / 70R17. Onstar agora é opcional no Tahoe LS.

### 2002
O Tahoe LS recebe uma infinidade de novos recursos padrão, incluindo assentos ajustáveis com seis posições, espelhos externos aquecidos com recurso de escurecimento automático do lado do motorista, desembaçador do vidro traseiro elétrico e transmissor universal HomeLink. O Vortec 5300 V8 é agora compatível com flex-fuel E85. Os modelos Tahoe LT encomendados no Redfire Metallic agora vêm com a tampa do pára-choques dianteiro na cor da carroçaria, as molduras do interior e os alargadores das rodas. Suspensão de passeio Premium é feita padrão em todos os modelos (excluindo Z71).

### 2003
Os SUVs grandes da GM tiveram uma grande atualização para o modelo de 2003. Os novos recursos incluem: sistema de aprimoramento de estabilidade StabiliTrak, airbags de nível duplo, sistema de sensor de passageiros, pedais de freio ajustável e aceleradores com memória. Novos sistemas de rádio com sistema de dados de rádio (RDS), sistema de áudio Bose projetado sob encomenda, disponível em modelos com assentos dianteiros, rádio satélite XM e sistema de entretenimento DVD de assento traseiro Panasonic. Controle climático Tri-Zone com controles manuais padrão em LS e Z71, controles automáticos padrão em LT. Assentos de balde de segunda linha opcionais em modelos com superfícies de assento de couro. Os modelos LT possuem espelhos retrovisores de cor de corpo, ajustáveis à potência, com dobragem de potência, memória e indicadores integrados de sinal de mudança de direcção. O interior foi renovado, incluindo um novo volante de oito botões que permite ao motorista acessar com segurança novos recursos, bem como um console central reprojetado.
Houve também novas melhorias no sistema de transmissão e elétrica para 2003. Elas incluíram um novo sistema de Controle Eletrônico de Aceleração (ETC) para melhorar a sensação de aceleração e novos sensores de oxigênio para melhorar a durabilidade e reduzir as emissões durante o aquecimento do motor. Os modelos vendidos na Califórnia receberam um conversor catalítico mais robusto para atender aos padrões de veículos de emissões ultra-baixas (ULEV). Um novo sistema de proteção contra a bateria desativa automaticamente os faróis, as luzes de estacionamento e a iluminação interior se ficar ligado por mais de 10 minutos com a chave removida da ignição.
As novas cores para 2003 incluem o Sandalwood Metallic e o Dark Spiral Gray Metallic.

### 2004
O Tahoe recebeu pequenas atualizações para 2004, mais notavelmente novas opções de rodas de 16 e 17 polegadas e um sistema de monitoramento de pressão dos pneus. Freio Hydroboost e um lembrete de cinto de segurança do passageiro da frente também foram adicionados como era um adaptador de fiação do freio de reboque de 7 a 4 pinos. 2004 foi o último ano em que o Tahoe poderia ser encomendado com portas traseiras de celeiro.
As novas cores para 2004 foram Dark Blue Metallic, Silver Birch Metallic e Sport Red Metallic.

### 2005
Os novos recursos para 2005 incluem o padrão StabiliTrak em todos os modelos, o pacote Z71 agora disponível em modelos 2WD, sistema de monitoramento de pressão dos pneus atualizado, novo sistema OnStar com hardware Gen 6 com cobertura analógica / digital e recursos hands-free atualizados. O OnStar agora é padrão em todos os acabamentos. Sistema de navegação com tela de toque agora opcional. O alternador de 160 amp, o novo acabamento interno e o peitoril aerodinâmico redesenhado auxiliam nas etapas para melhorar a eficiência. Todos os Tahoes vêm de fábrica com uma tampa traseira e um elevador.
Um novo sistema de refrigeração totalmente elétrico ajuda na operação silenciosa e na eficiência de combustível. Novas mudanças aerodinâmicas, incluindo um novo defletor de ar dianteiro, ajudam o Tahoe a melhorar a eficiência de combustível em um MPG.
As novas cores incluem o Sandstone Metallic e o Bermuda Blue Metallic.

### 2006
2006 marcou o último ano do Tahoe e do Yukon na plataforma GMT800 e, por isso, apenas pequenas mudanças foram feitas. Essas mudanças incluíram a combinação das antenas OnStar e XM Satellite Radio em uma única unidade, a remoção do crachá Chevrolet na porta do compartimento de bagagens, a relocação do catalisador para mais perto do motor para melhorar o desempenho de emissões e um novo ajustador manual de freio de estacionamento.
O Vortec 5300 V8 FLEX está agora disponível.

## Terceira Geração (2007–2014)

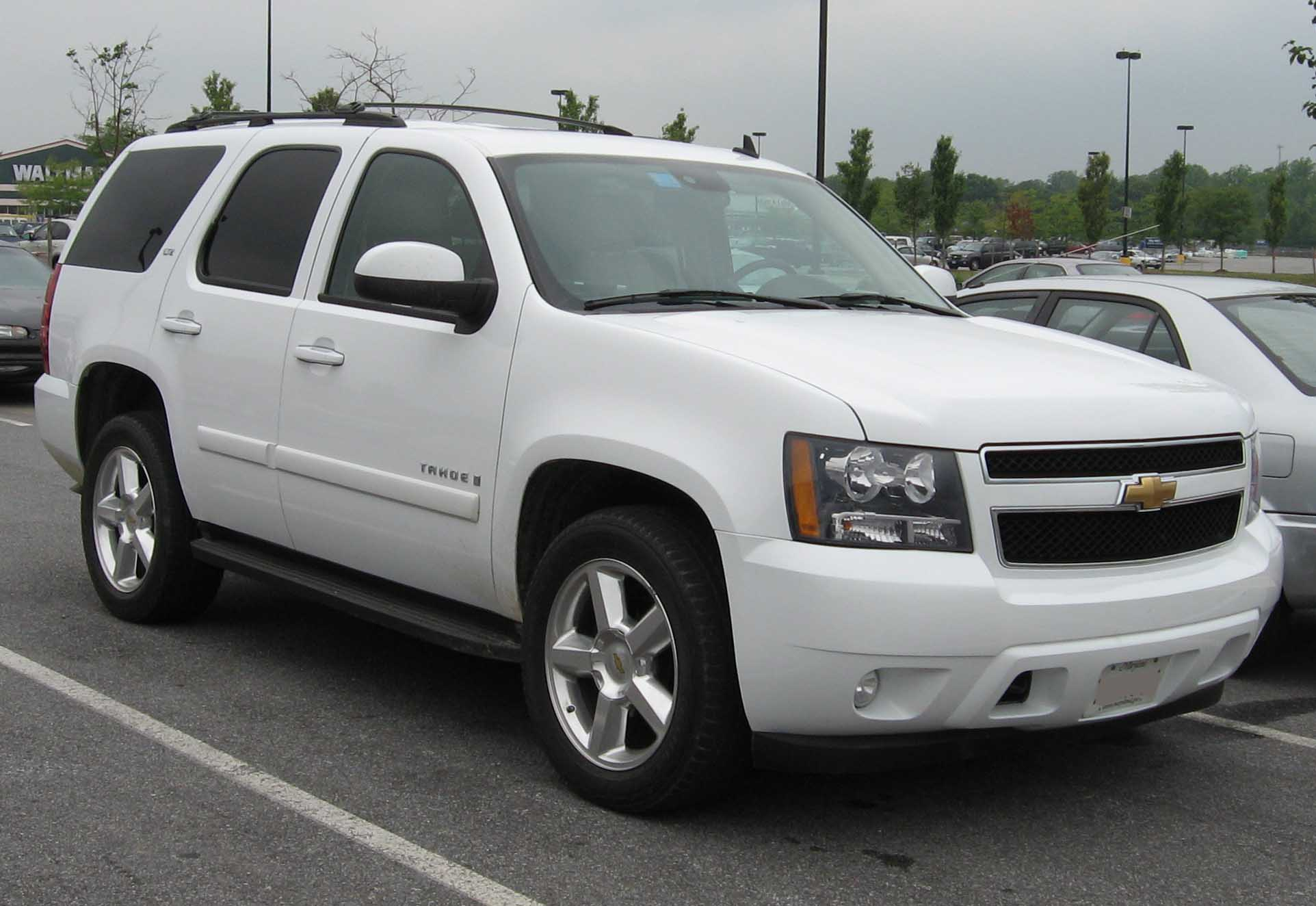
Chevrolet Tahoe 2007

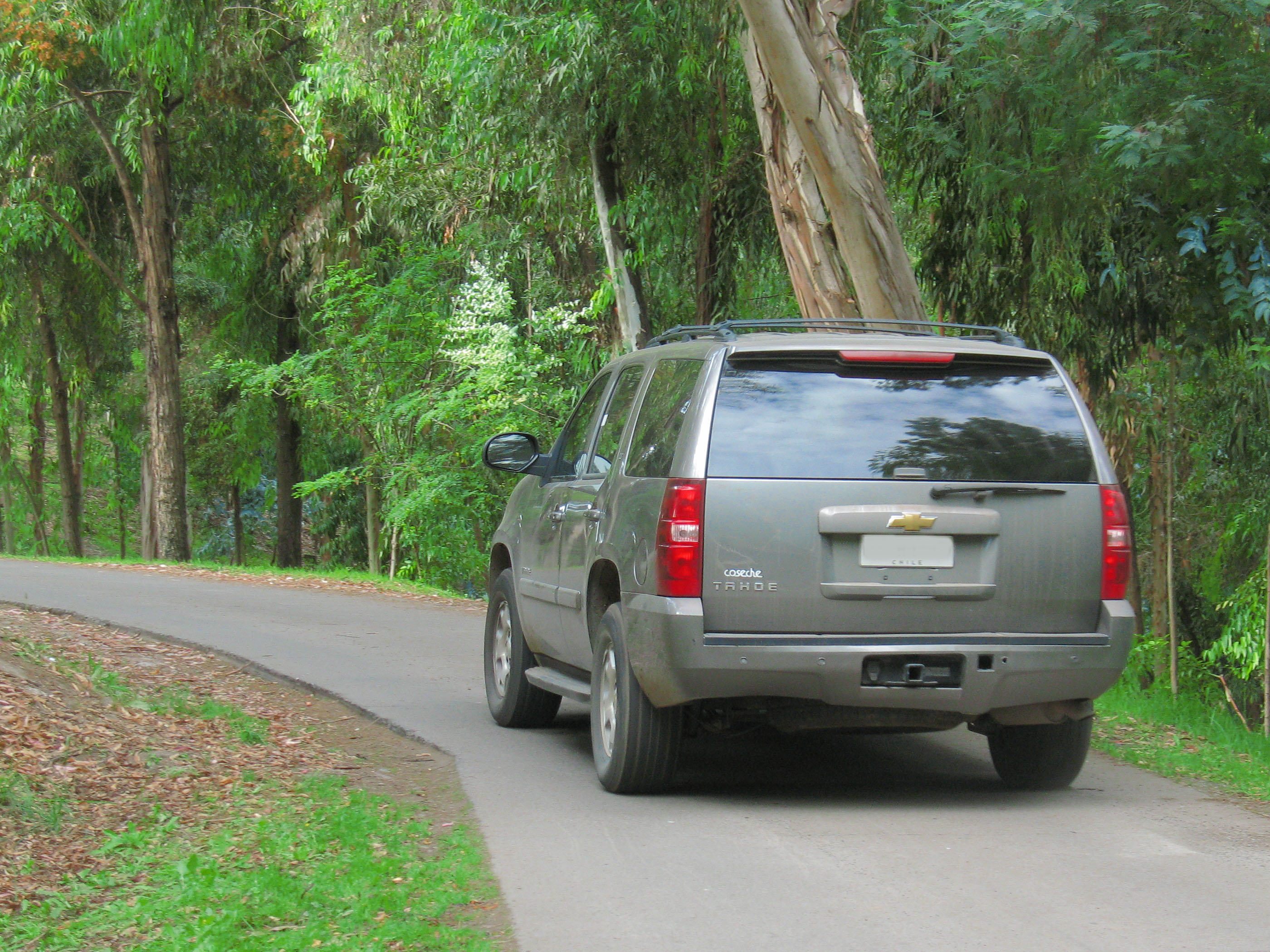
Chevrolet Tahoe LT 2009

A General Motors redesenhou o Tahoe na nova plataforma GMT900 no final de 2005 como um modelo de 2007. Uma versão híbrida do Tahoe, que usa o sistema GM / Chrysler Advanced Hybrid System 2, seguido dos modelos de 2008. O Tahoe baseados no GMT900 superaram as expectativas iniciais de vendas e continuaram a vender bem, apesar do enfraquecimento do mercado de grandes SUVs. O Tahoe de curta distância entre eixos e sua contraparte da polícia começaram a produção em Arlington Assembly em 1 de dezembro de 2005. Pela primeira vez, a GM usou o nome Tahoe no México.Para 2007,  o Chevrolet Tahoe receberam diferentes luzes dianteiras, capô e luzes traseiras. A grade do Chevrolet Tahoe era dividida por uma barra da cor do corpo semelhante à barra cromada encontrada no GMT800 Tahoe. O redesenhado Tahoe apresentavam um design mais angular que dava aos veículos uma aparência mais sofisticada do que seus predecessores. O interior também foi significativamente redesenhado, possui um painel de madeira falsa com controles de instrumentos com detalhes cromados. Novos painéis de porta, bem como novos assentos, também foram adicionados ao interior, e ainda mantém sua disponibilidade de assentos para nove passageiros nos modelos LS e SLE, como o Chevy Suburban e o GMC Yukon XL.
Para 2009, 6,2 L de 395 cv foram adicionados como uma opção para o Tahoe LTZ. Uma transmissão automática 6L80 de 6 velocidades substituiu a 4-velocidade, exceto os modelos 2WD com o motor de 4,8 litros.
2008 é oferecido Hybrid 2mode com dois níveis de acabamento HY1 ou HY2 332 cv (248 kW) 6.0L Vortec 6000. Sistema de bateria de 12V / 300V. CA 300 V Elétrica, Direção de Energia Elétrica de 42V, Luzes Traseiras de LED esta era apenas uma opção em 2008-13 e somente com o acabamento HY1 / HY2.
Os modelos de 2010 foram revitalizados em meados do ciclo, incluindo um pára-choques ligeiramente levantado, remoção do crachá da porta "Mark of Excellence", acabamento interno revisado da porta, estrutura lateral melhorada, airbags laterais do torso e alerta de zona cega lateral opcional.

### O concurso: Aprenda como fazer o seu próprio anúncio
Em 2006, o Tahoe 2007 foi apresentado e promovido pela série de TV de Donald Trump, The Apprentice, onde as duas equipes montaram um show para os principais funcionários da General Motors aprenderem sobre o novo Tahoe. Além disso, o The Apprentice patrocinou um controverso concurso online no qual qualquer um poderia criar um comercial de 30 segundos para o novo Tahoe, inserindo legendas de texto nos videoclipes fornecidos; anúncio do vencedor iria ao ar na televisão nacional. Um dos primeiros exemplos de marketing gerado pelo usuário, liderado pela agência de propaganda Campbell Ewald, a campanha começou a sair pela culatra quando centenas de paródias ambientalmente conscientes inundaram o YouTube e o site da Chevy criticando o veículo por seu baixo consumo de combustível. Mais de 400 anúncios negativos foram criados no total; no entanto, mais de 20.000 anúncios positivos foram criados, tornando a campanha, segundo a Chevrolet, um sucesso, apesar da atenção negativa da mídia.

## Quarta Geração (2015–presente)

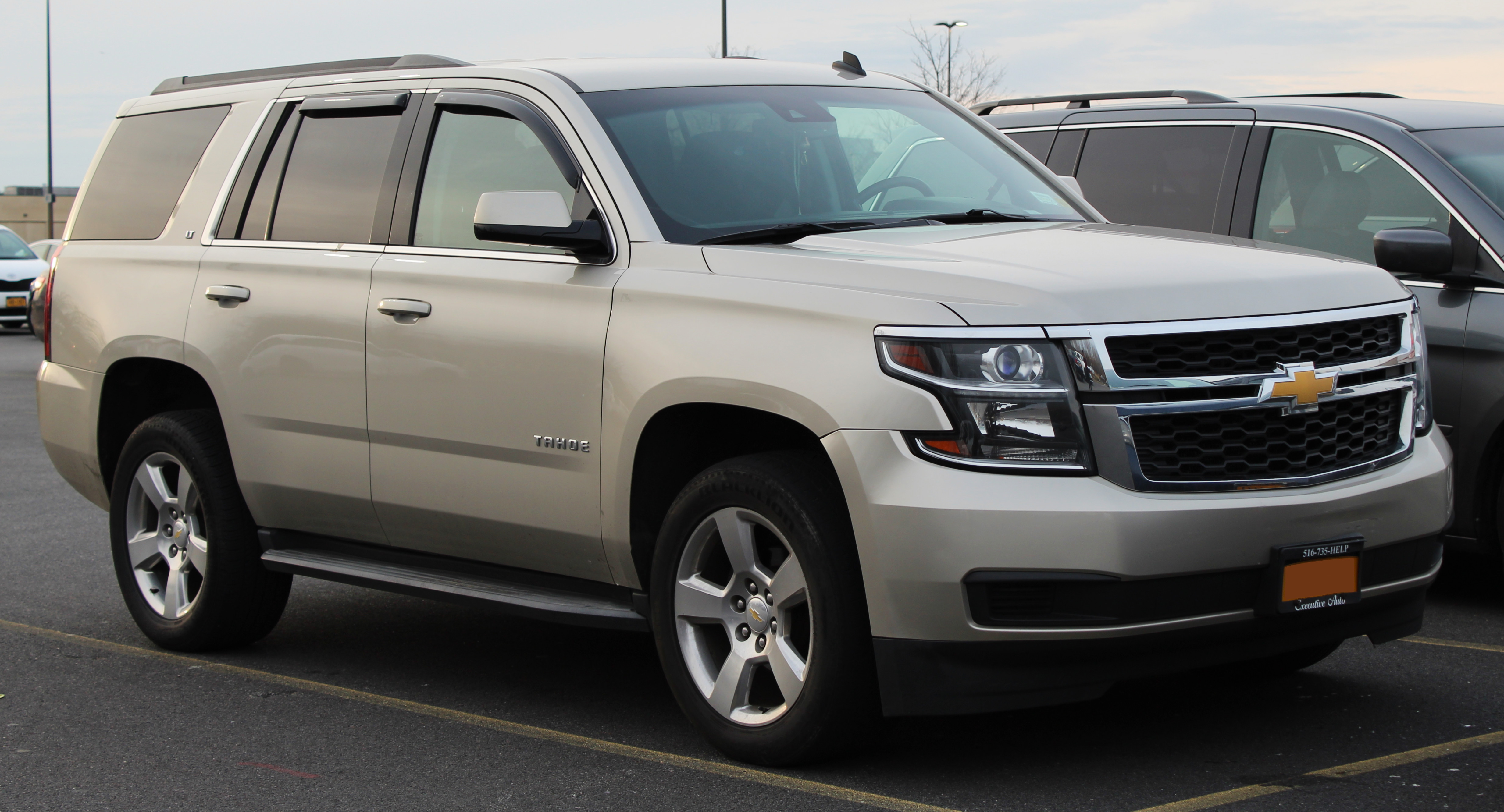
Chevrolet Tahoe LT 2015

O Tahoe é construídos na plataforma GMT K2XX e são designados como K2UC (para o Chevrolet Tahoe). A produção no Tahoe começou em dezembro de 2013, com os primeiros SUVs completos sendo usados para testes, e começaram a enviar oficialmente os veículos para concessionárias em 5 de fevereiro de 2014. O Tahoe 2015 foi mais tarde nomeado o veículo mais vendido em fevereiro de 2014, com média de sete dias de vendas após o seu lançamento. Em 12 de setembro de 2013, a GM divulgou fotos da quarta geração do Tahoe e do Yukon. Como seus irmãos maiores Suburban e Yukon XL, as fáscias frontais do Tahoe e Yukon são distintas, mas da base dos pilares A atrás, elas compartilham a maioria das mesmas sugestões de estilo. Isso agora inclui portas embutidas que se encaixam nas soleiras das portas, em vez de sobre elas, melhorando a aerodinâmica e a economia de combustível e diminuindo o ruído interior. Os capôs e painéis do porta-malas agora são feitos de alumínio em um esforço para reduzir o peso do veículo. Um motor EcoTec3 injetado diretamente e mais eficiente, juntamente com uma aerodinâmica melhorada, ajuda a aumentar a economia de combustível dos SUVs. Ambos os SUVs de quarta geração não compartilham uma única peça de chapas metálicas ou elemento de iluminação com as pick-ups de tamanho normal das marcas, e as grades dianteiras de ambos os veículos são levemente alteradas para dar-lhes sua própria identidade. Os faróis dianteiros apresentam faróis de projetor que flanqueiam a grade de duas portas com assinatura Chevrolet - cromada em todos os modelos, varrendo os para-lamas dianteiros, enquanto os internos LTZ possuem faróis de descarga de alta intensidade e lâmpadas diurnas de diodos emissores de luz.

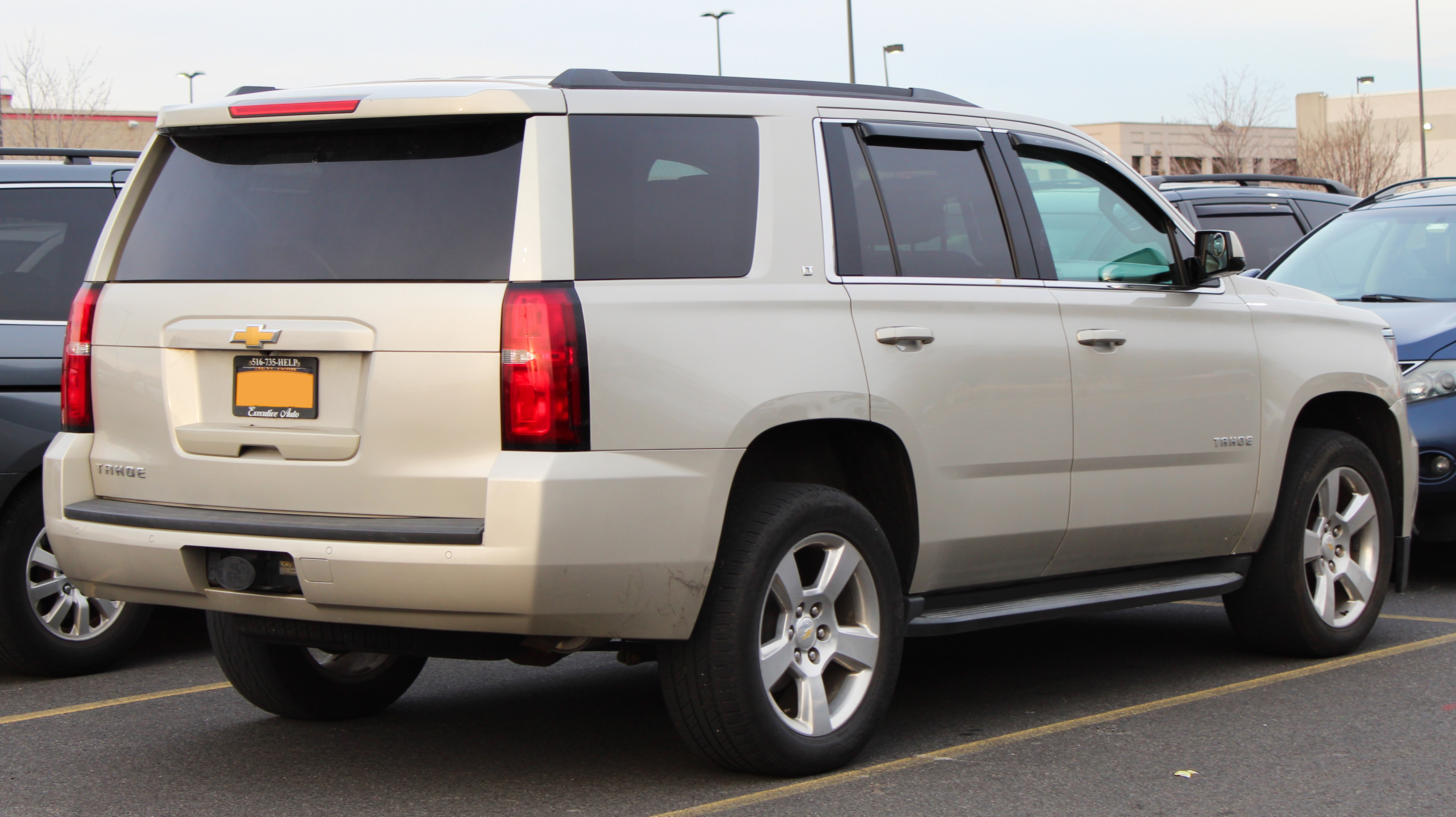
Chevrolet Tahoe LT 2015

Outra novidade é a adição de assentos dobráveis na segunda e na terceira fila, agora um recurso padrão, mas que pode ser equipado com um recurso opcional de dobramento de energia para os acabamentos aprimorados e mais duas polegadas de espaço para as pernas dos passageiros da segunda fila. . O recurso de fold-flat da terceira linha é realizado usando uma plataforma elevada que reduz o espaço de carga disponível atrás dos assentos da terceira fila. Assentos de terceira fila padrão e plataforma "dobra-plana" levantada reduzem significativamente espaço de carga disponível comparado com modelos de Tahoe anteriores. Múltiplas portas USB e tomadas elétricas estão agora espalhadas por seus interiores, incluindo uma tomada de três volts de 110 volts, com o Tahoe adicionando uma multimídia touch screen de oito polegadas com conectividade MyLink de última geração, juntamente com uma antena traseira disponível. sistema de entretenimento de assento (mas não apresentará uma opção de Blu-ray que é exclusiva do Suburban), enquanto o Yukon adicionou uma multimídia de tela sensível ao toque de oito polegadas na diagonal com IntelliLink aprimorado e navegação disponível.
A suspensão de controle de direção magnética de terceira geração da GM é opcional nos modelos Tahoe LTZ, cujos recursos aprimorados incluem controle de condução magnética de terceira geração, um sistema de amortecimento em tempo real que proporciona controle de movimento corporal mais preciso "lendo" a estrada a cada milissegundo e mudando o amortecimento em apenas cinco milissegundos.
A nova plataforma é baseada no Chevrolet Silverado 1500 de 2014 e no 1500 da GMC Sierra. O SUV possuem material de amortecimento de som para melhorar a tranquilidade da cabine. Os modelos continuaram para o Tahoe e o Suburban como LS, LT e LTZ. O Tahoe foi colocado à venda em fevereiro de 2014 como um veículo modelo de 2015. 
Em 26 de setembro de 2014, a Chevrolet estreou o Z71 Tahoe atualizado na Feira Estadual do Texas, juntamente com a estreia do Texas Edition Tahoe, o último devido a Texas ter as maiores unidades de Tahoes vendidos nos Estados Unidos (a partir de agosto 2014 as vendas dos SUVs da Chevrolet no Texas aumentaram 37%) e para celebrar o 60º aniversário da fábrica da GM em Arlington Assembly; Tal como no anterior Z71 Tahoe, esta versão continuará a ser oferecida apenas num modelo 4WD LT, com uma placa dianteira anti-derrapante, pneus fora de estrada montados em jantes de 18 polegadas, estribos e identificação "Z71" por dentro e por fora. Faróis de nevoeiro, ganchos de reboque dianteiros e assistência de estacionamento frontal também estão incluídos. O Texas Edition estará disponível nos modelos LT e LTZ, apresentando um pacote de reboque máximo, rodas de alumínio polido de vinte polegadas (nos modelos LT), rodas de alumínio de 22 polegadas (nos modelos LTZ) e um exclusivo " Texas Edition "distintivo. O pacote Texas Edition Tahoe fará parte de uma linha que também usará o pacote Texas Edition, juntamente com o Suburban e o Silverado
A demanda e o interesse no Tahoe também se traduziram em um pico de vendas de 108% desde que foi colocado à venda em fevereiro de 2014, com a maioria dos revendedores informando que as unidades foram vendidas dentro de 17 dias após chegarem os lotes na concessionária, com a maioria dos clientes optando por o modelo LTZ, tornando-o um dos veículos mais vendidos da Chevrolet em 2014, juntamente com a Suburban, que registrou vendas mais altas e vendas mais rápidas de estoque.

### atualização de meio do ano de 2015
O Tahoe recebeu a capacidade 4G LTE, Wi-Fi e Siri, uma nova paleta de cores, a Brownstone Metallic, e adicionou um recurso de liftgate com viva-voz que é padrão no LTZ, mas incluído no LT com o Luxury Package opcional. O recurso MyLink com navegação tornou-se padrão no LTZ.
Uma antena Shark Fin pintada na cor da carroceria foi adicionada com a atualização para o meio do ano de 2015 para todos os modelos.

### 2016
Para o modelo de 2016, o Chevrolet Tahoe recebeu mais alterações e novos recursos, semelhantes aos adicionados ao Suburban. As mudanças incluíram pedais de potência ajustável, alerta de colisão frontal, faróis IntelliBeam, assistente de manutenção de faixa e um assento de alerta de segurança como parte do recém-lançado pacote de alerta de motorista aprimorado como uma opção disponível no LS. O console do piso interno com leitor de cartão SD da área de armazenamento foi removido e um novo sistema de infoentretenimento foi introduzido, encerrando oficialmente a era do CD player para o Tahoe; o recurso MyLink de 8 polegadas foi expandido para o ajuste LS e tornou-se padrão (substituindo o monitor de 4 polegadas), embora o recurso de navegação permaneça como uma opção no LT e padrão no LTZ. Um novo protetor de bagageira foi adicionado ao Pacote de Proteção Contra Roubo, junto com o novo assistente de pista que substituiu o aviso de partida da faixa. Os tanques de abastecimento de combustível sem tampa tornaram-se padrão em todos os acabamentos. O Siren Red Tintcoat e o Iridescent Pearl Tricoat tornaram-se os novos acabamentos coloridos, substituindo o Crystal Red Tintcoat e o White Diamond Tricoat. O painel de instrumentos foi reconfigurado com um novo aprimoramento de várias cores e um display de heads-up foi introduzido como padrão apenas no trim LTZ.
Em 27 de maio de 2015, a Chevrolet anunciou que o Tahoe 2016 virá equipado com os recursos Apple CarPlay e Android Auto Capability. No entanto, apenas uma de suas marcas de telefone pode ser usada a qualquer momento. Os pacotes LTZ e Denali de 2014 e 2015 vêm equipados com um acessório de carregamento "sem fio". enquanto a opção Android Auto estará disponível apenas nas versões LT e LTZ com telas de 8 polegadas.
Em 10 de julho de 2015, a GM anunciou que o Chevrolet Tahoe, de fabricação russa, receberia o motor 6.2L V8 L86 EcoTec, que será o único motor oferecido na região como exclusivo para os mercados russo e da CEI, já que a GM não planeja disponibilizá-lo para a América do Norte por enquanto.

### 2017
Para o modelo de 2017, a Chevrolet fez alterações atualizadas no Tahoe. As novas adições incluem o recurso de driver teen, o recurso App Store, um lembrete de assento traseiro e a frenagem automática progressiva de baixa velocidade. Duas novas cores, Blue Velvet e Pepperdust Metallic, foram adicionadas para substituir quatro cores. A opção de rodas de 22 polegadas foi ampliada e o sistema de entretenimento do banco traseiro foi revisado. LTZ foi renomeado para Premier, que continuará a ser o modelo top de linha.

### 2018
Para o modelo 2018, o motor EcoTec3 V8 de 6,2 litros estará disponível no Tahoe RST (quando comprado com o pacote Performance). Os níveis de acabamento Tahoe e Suburban 2018 serão agora padrão com Luzes de circulação diurna LED, que substituirão os DRLs de projetor de farol alto nos níveis de acabamento LS e LT. O 2018 Tahoe terá o pacote Custom Edition adicionado como uma opção no nível de ajuste básico da LS. O nível de acabamento Chevy Tahoe LS contará com uma grade cromada, jantes de alumínio pintadas de 18 ", pneus blackwall de 18" todas as estações e eliminação de assento na terceira fila (que reduz a capacidade de passageiros para 5 assentos de 8 assentos) com o pacote Custom Edition.

### 2019
O modelo 2019 Tahoe só verá pequenas mudanças. Uma cor exterior, Shadow Gray Metallic,

## Automóvel híbrido elétrico

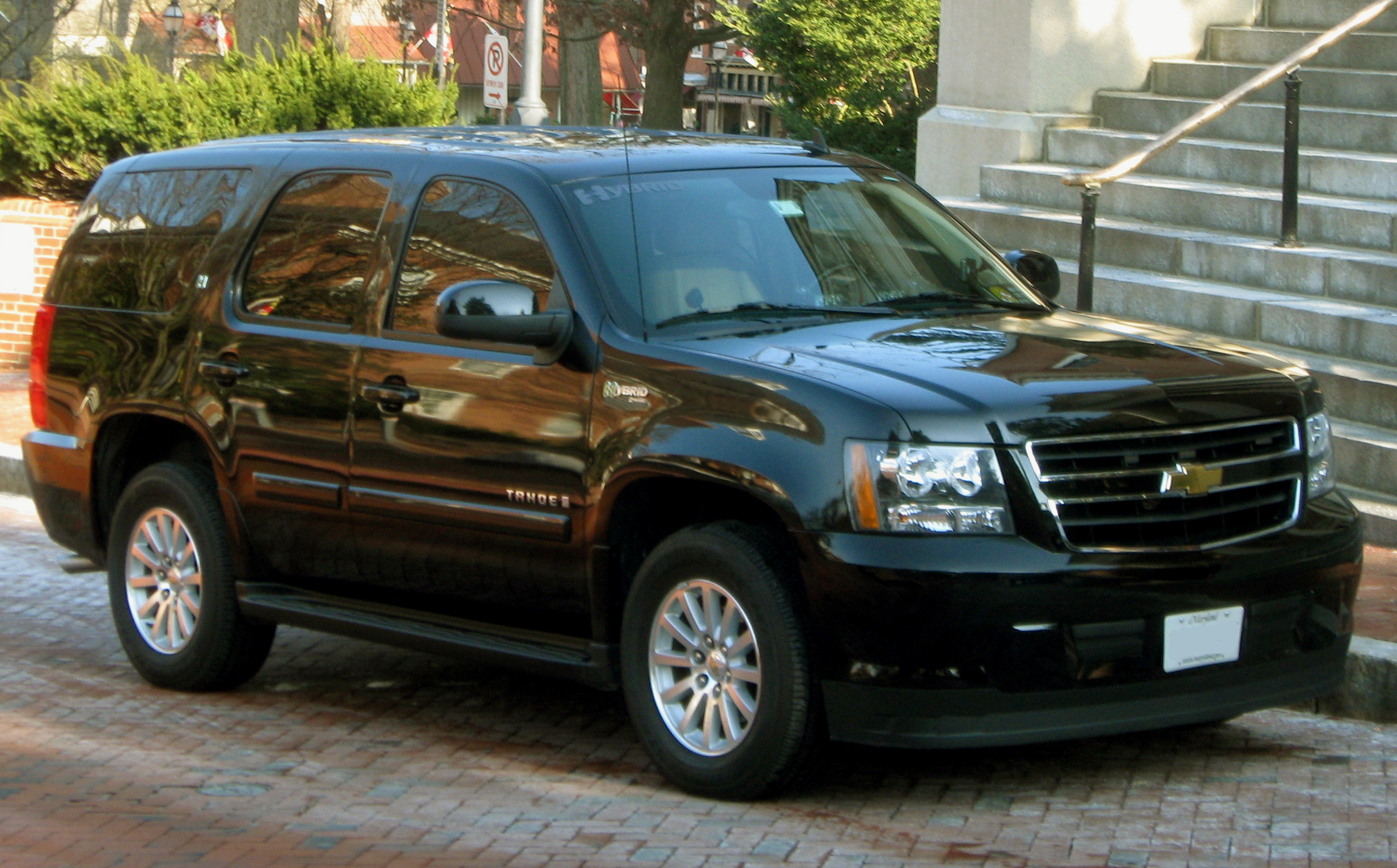
Chevrolet Tahoe Hybrid

O Tahoe fez sua estreia elétrica híbrida no final de 2007. Em janeiro de 2008, o preço inicial era de US $ 50.540. O preço inicial do modelo de 2009 foi aumentado para US $ 51.405.
O Chevrolet Tahoe Hybrid usa uma combinação de motor 3.0 / 6.0 L V8 de dois cilindros e dois motores elétricos de 60 kW (80 hp) (contínuos) que carregam uma bateria de níquel-metal hidreto de 300 volts. O veículo pode funcionar com gasolina, eletricidade ou uma mistura dos dois usando o sistema híbrido de dois modos que monitora o torque do veículo e o estado da bateria para escolher a fonte de energia mais eficiente. A bateria é carregada diretamente pela geração de eletricidade através da condução de um ou ambos os motores elétricos usando o motor a gasolina (enquanto o veículo está em funcionamento ou sendo acionado pelo motor a gasolina) ou pelas rodas que acionam um ou ambos os motores elétricos. Frenagem regenerativa "quando o veículo está desacelerando, recuperando, assim, parte da energia investida no impulso para a frente. O Tahoe é considerado um híbrido forte ou completo, na medida em que pode ser executado inteiramente na bateria (por um alcance limitado) em baixas velocidades.

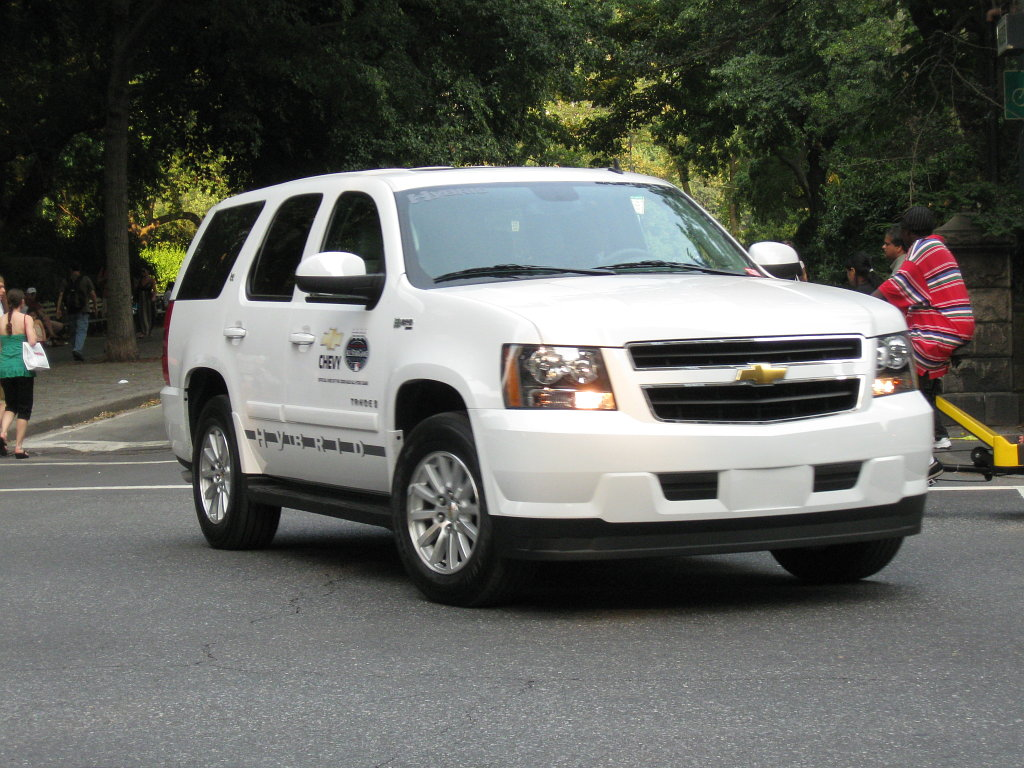
Chevrolet Tahoe hybrid

Os modelos Tahoe e Yukon Hybrid foram descontinuados após o modelo de 2013, quando a GM mudou para tornar seus SUVs mais eficientes em termos de combustível com a introdução do motor EcoTec que eles instalariam mais tarde no Tahoe de 2015.

## Fora dos Estados Unidos
No Brasil, o Tahoe GMT400 foi vendido sob o nome de "Grand Blazer", originado da Argentina, com motores de 6 cilindros de origem regional e apenas de tração traseira (o modelo a gasolina. e o 4.2L MWM Sprint 6.07T para aqueles que preferiam Diesel) e transmissão manual. O GMT400 é utilizado por unidades policiais brasileiras, como o Batalhão de Operações Policiais Especiais no Rio de Janeiro e as ROTA (Pontes Ostensivas Tobias de Aguiar) e GATE (Grupo de Ações Taticas Especiais) em São Paulo. Também é utilizado pela Polícia do Estado do Rio Grande do Sul. Mas à medida que os carros envelheciam, a grande maioria deles foi substituída, principalmente pelo Chevrolet Blazer de tamanho médio. O nome Tahoe não era usado no Brasil porque não seria familiar para a maioria dos brasileiros, já que se refere ao lago Tahoe, na fronteira entre Nevada e Califórnia.
Outro país sul-americano, o Chile, incorporou este veículo como unidade de transporte para unidade de operações especiais (GOPE) da Polícia Chilena (Carabineros de Chile) para transportar equipamentos de comunicação.
O Tahoe também foi montado na Venezuela, sendo eliminado em 2014 devido a condições econômicas desfavoráveis e circunstâncias políticas. A quarta geração do Tahoe não está disponível na Venezuela.
No Equador, devido aos benefícios fiscais para os veículos híbridos, a 3ª geração do Tahoe foi oferecida apenas nas versões híbridas até 2011. 

## Pacote Policial

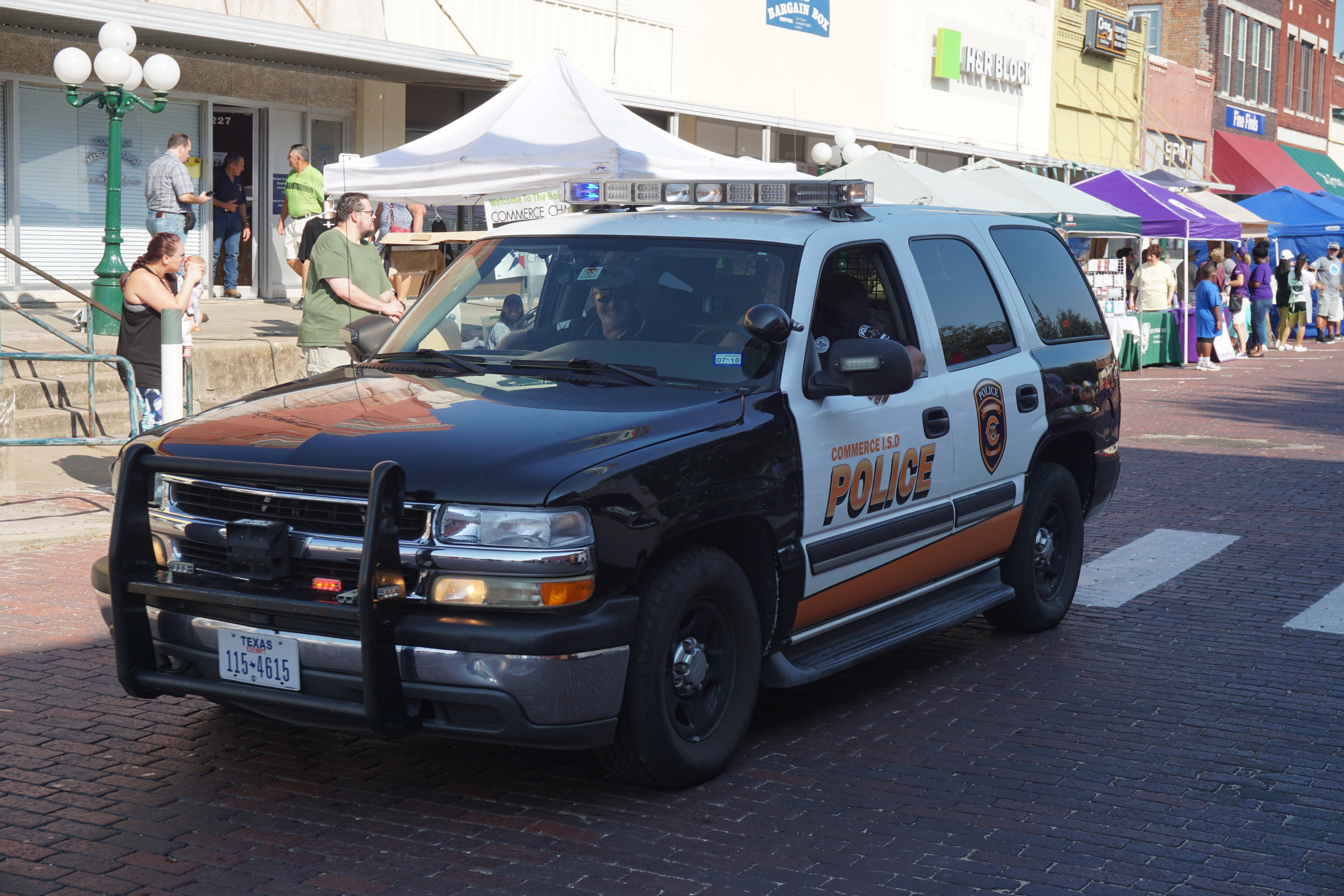
Chevrolet Tahoe Police Package

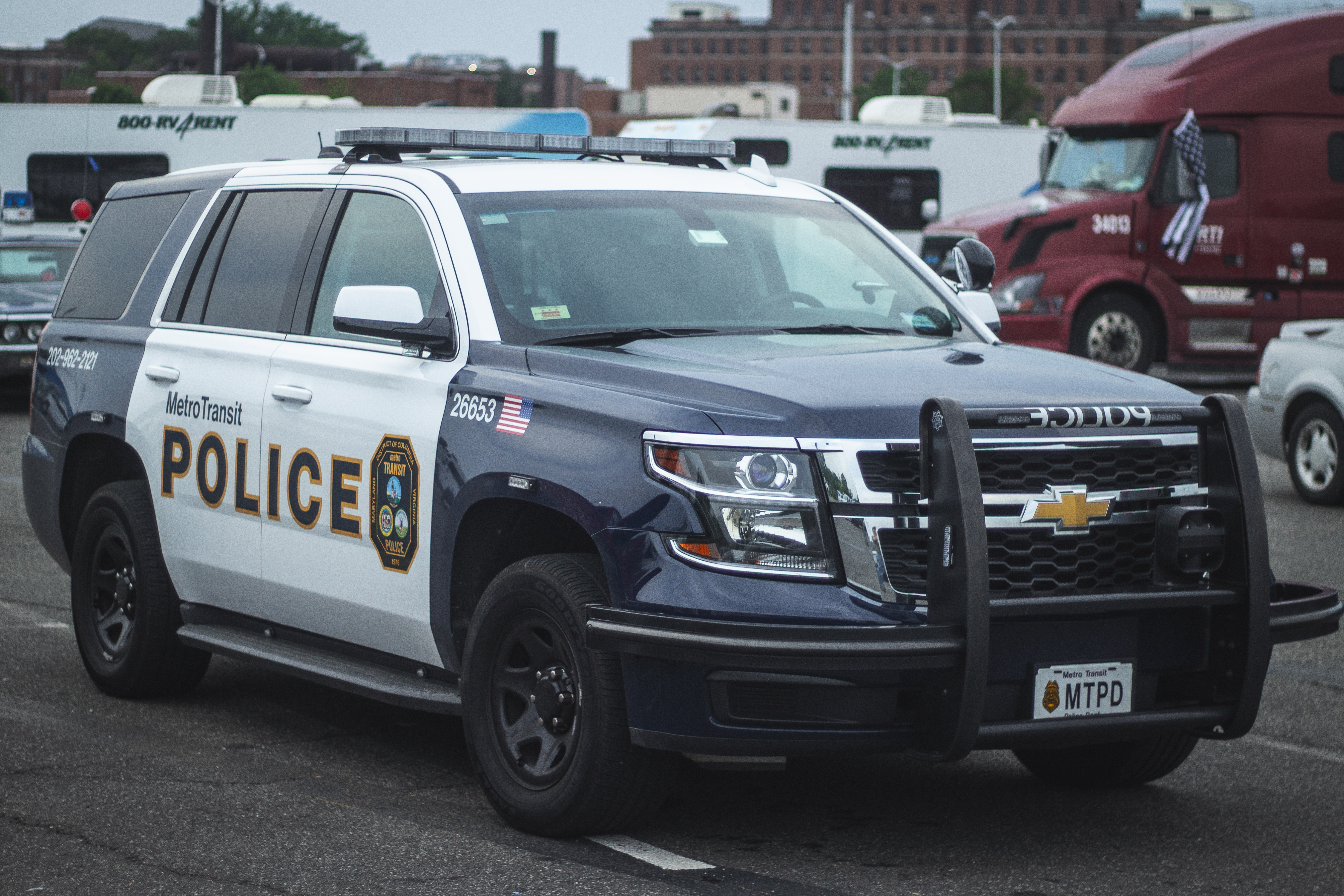
Chevrolet Tahoe Police Package

Na América do Norte, o Tahoe é usado por muitas agências policiais, departamentos de bombeiros e agências EMS. Antes do anúncio do modelo de pacote policial Z56, os modelos base e LS baseados no GMT400 foram usados no serviço policial. Durante o modelo 1997, o Tahoe foi oferecido com a opção de polícia Z56 usando componentes de suspensão do caminhão 454SS descontinuado - os primeiros Tahoe Z56 estavam disponíveis apenas em 2WD até o GMT400 ser eliminado. O protótipo original tinha freios a disco traseiros baseados nos B-body 9C1, enquanto os Z56s de produção vinham com freios a tambor traseiros. Os planos para equipar o Tahoe com o pacote policial Z56 se originaram por volta do ano de 1994, quando a GM divulgou a eliminação dos sedãs da plataforma B (Caprice, Impala SS, Roadmaster) no final do ano de 1996, onde a substituição era iminente. A GM terminou a produção de seus sedãs de passageiros de carroceria em chassi devido às vendas de SUV. Desde a introdução do GMT900, a Chevrolet oferece atualmente duas versões do pacote policial Tahoe; uma versão com tração nas quatro rodas e uma versão com tração nas duas rodas. Assim como os modelos baseados em GMT400 civis, os modelos GMT800 Tahoe base & LS também foram usados para uso policial até que a opção de pacote policial Z56 foi reintroduzida em 2004 no final do ciclo de vida do GMT800 por algumas agências.
Chevrolet refere-se à versão de tração nas quatro rodas (4WD) como "Special Service Vehicle" (SSV), que tem o código 5W4. Esta versão do Tahoe pode ser usada para todos os efeitos, exceto perseguições e respostas de alta velocidade devido ao seu alto centro de gravidade logo abaixo da janela frontal (altura, não localização), tendo assim uma maior probabilidade de capotamento em altas velocidades. Esta versão é preferida por agências onde neve, gelo, inundações, terrenos acidentados e distância ao solo são problemas comuns.

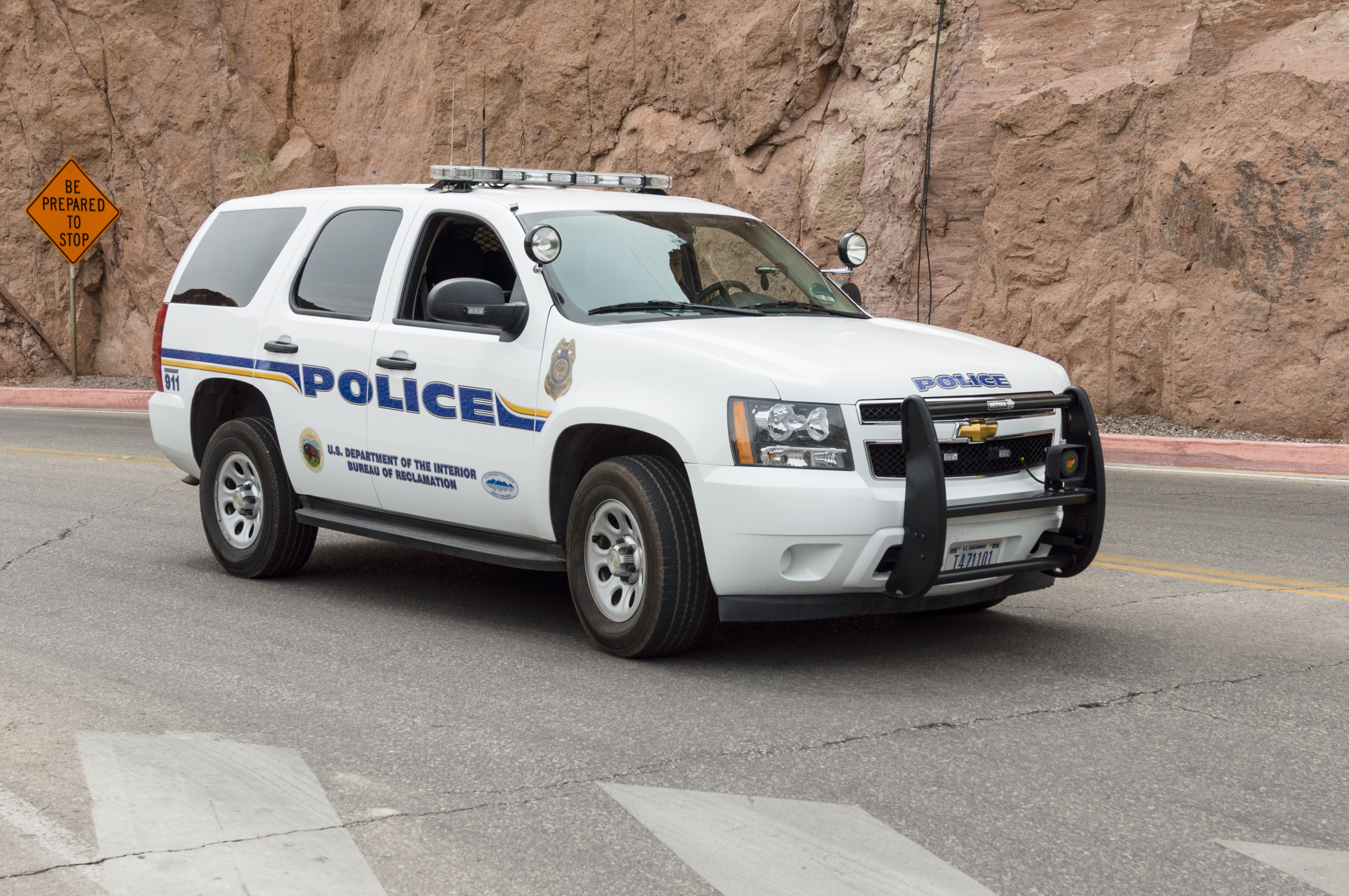
Chevrolet Tahoe Police Package

A Chevrolet se refere à versão de tração nas duas rodas (2WD) - também conhecida como versão de tração traseira (RWD) - como "Police Pursuit Vehicle" (PPV). Esta versão pode ser usada para todos os fins, incluindo atividades e respostas de alta velocidade. O centro de gravidade deste veículo é menor do que o da versão com tração nas quatro rodas e a distância ao solo é de cerca de 1 pol (25 mm) a menos, com um pára-choque traseiro padrão substituindo o engate de reboque na Tahoe civil. Agências de patrulha rodoviária preferem a versão de tração nas duas rodas, onde as atividades e as respostas de longa distância são mais comuns. O Chevrolet Tahoe de tração nas duas rodas é o único utilitário esportivo classificado atualmente no mercado e, a partir do ano de 2012, o último veículo policial de carroceria traseira com tração traseira fabricado para o mercado dos Estados Unidos desde que a Ford eliminou gradualmente sua plataforma Panther envelhecida enquanto o Ford Police Interceptor (conhecido como Ford Explorer em acabamento civil). Outros veículos utilitários esportivos, como a Ford Expedition, são usados por muitas agências de aplicação da lei e EMS.
Em 11 de novembro de 2013, a Chevrolet anunciou que construiria o Chevrolet Tahoe Police Patrol Vehicle de 2015, que foi apresentado como um conceito no show SEMA 2013 em Las Vegas. O veículo tornou-se disponível em transmissões 2WD e 4WD com pedidos no primeiro trimestre de 2014 para modelos de serviços especiais, seguidos pelos pedidos para os modelos de perseguição policial posteriormente.

## Aplicações militares

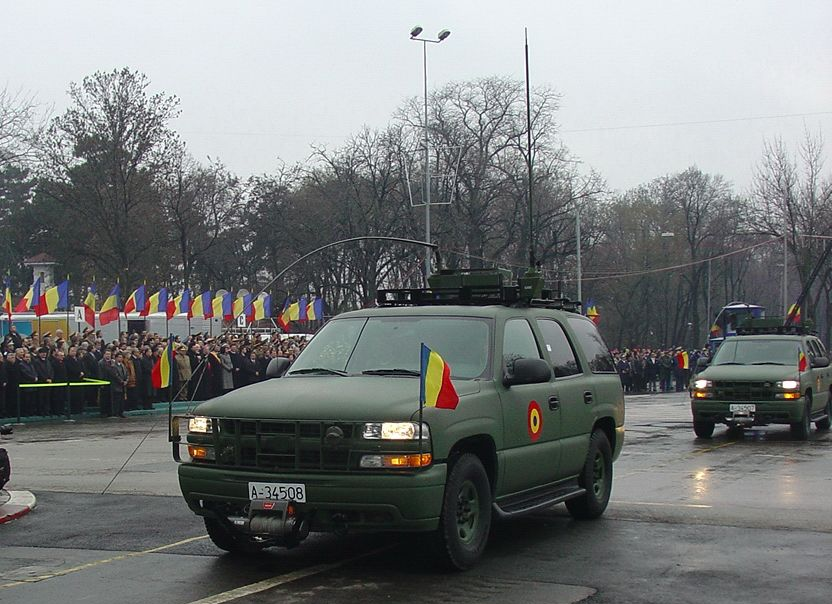
Chevrolet LSSV

Quando a produção do CUCV II terminou em 2000, a GM redesenhou-o. A nomenclatura da CUCV foi mudada para Light Service Support Vehicle em 2001. Em 2005, a produção da LSSV mudou para a AM General, uma unidade da MacAndrews e da Forbes Holdings. O LSSV é um Chevrolet Silverado 1500, Chevrolet Silverado 2500 HD, Chevrolet Tahoe ou Chevrolet Suburban que é movido por um motor turbo diesel Duramax de 6,6 litros. Como a GM redesenhou periodicamente seus SUVs e caminhonetes civis de 2001 até o presente, os LSSVs também foram atualizados.
A militarização das caminhonetes / SUVs padrão da GM para se tornarem LSSVs inclui mudanças externas como pintura CARC (Forest Green, Desert Sand ou Camuflagem de 3 cores), luzes de blecaute, pára-choques militares, proteção de escova, receptáculo escravo NATO / reboque da OTAN , um gancho, guinchos de reboque e um sistema elétrico de 24/12 volts. O painel tem controles e placas de dados adicionais. O caminhão também pode ser equipado com suportes de armas na cabine, ganchos de amarração de carga, assentos dobráveis, ferramentas pioneiras, guinchos e outros acessórios militares. No exército canadense esses veículos são apelidados de "Milverado".
A opção Enhanced Mobility Package (EMP) acrescenta uma suspensão aprimorada, freios antibloqueio de 4 rodas, um diferencial traseiro de bloqueio, pneus de trava, um sistema de monitoramento da pressão dos pneus e outras atualizações. Cerca de 2.000 unidades de LSSV foram vendidas para organizações militares e policiais dos EUA e internacionais.

### Variantes
- Carga / transporte de tropa (2 portas, cabine estendida ou Silverado de 4 portas) [23]
- Transportador de carga / tropa / veículo de comando (Tahoe de 4 portas) [23]
- Carga / Tropa / Veículo de Comando / Ambulância (Suburban de 4 portas) [23]